# Moses Kibet
Moses Kibet (* 23. März 1991 in Suam, Distrikt Kapchorwa) ist ein ugandischer Langstreckenläufer.
2009 gewann er Bronze beim Juniorenrennen der Crosslauf-Weltmeisterschaften in Amman. Bei den Leichtathletik-Weltmeisterschaften in Berlin schied er über 5000 m im Vorlauf aus.
Im Jahr darauf wurde er beim Juniorenrennen der Crosslauf-Weltmeisterschaften in Bydgoszcz Fünfter und gewann mit der ugandischen Mannschaft Bronze. Bei den Leichtathletik-Juniorenweltmeisterschaften in Moncton wurde er über 5000 m Vierter.

## Persönliche Bestzeiten
- 1500 m: 3:43,75 min, 29. Mai 2009, Nijmegen
- 3000 m: 8:05,04 min, 25. Juni 2008, Nijmegen
- 5000 m: 13:21,81 min, 5. Juni 2010, Lede-Oordegem